# أليسيا مايرز
أليسيا مايرز (بالإنجليزية: Alicia Myers)‏ هي كاتبة غنائية أمريكية، ولدت في 20 نوفمبر 1957 في ديترويت في الولايات المتحدة.

## وصلات خارجية
- أليسيا مايرز على موقع ميوزك برينز (الإنجليزية)
- أليسيا مايرز على موقع ديسكوغز (الإنجليزية)